# دره مرگ (بیدگوشچ)
دره مرگ (لهستانی: Dolina Śmierci) دره‌ای در فوردون در بیدگوشچ در شمال لهستان است که آلمان نازی از آن به عنوان محلی برای کشتار جمعی لهستانی‌ها استفاده کرده بود.در این دره گور دسته‌جمعی ۱۲۰۰ تا ۱۴۰۰ فرد لهستانی و یهودی است که در اکتبر و نوامبر ۱۹۳۹ به‌دست واحدهای فولکس‌دویچه زلبست‌شوتز و گشتاپو به قتل رسیدند.این کشتار بخشی از اینتلیگنتزاکتیون در پومرانی بود.این عملیات بخشی از یک نسل‌کشی بزرگ‌تر بود که با نام رمز عملیات تاننبرگ در لهستان تحت اشغال آلمان نازی رخ داد.

## تاریخچه

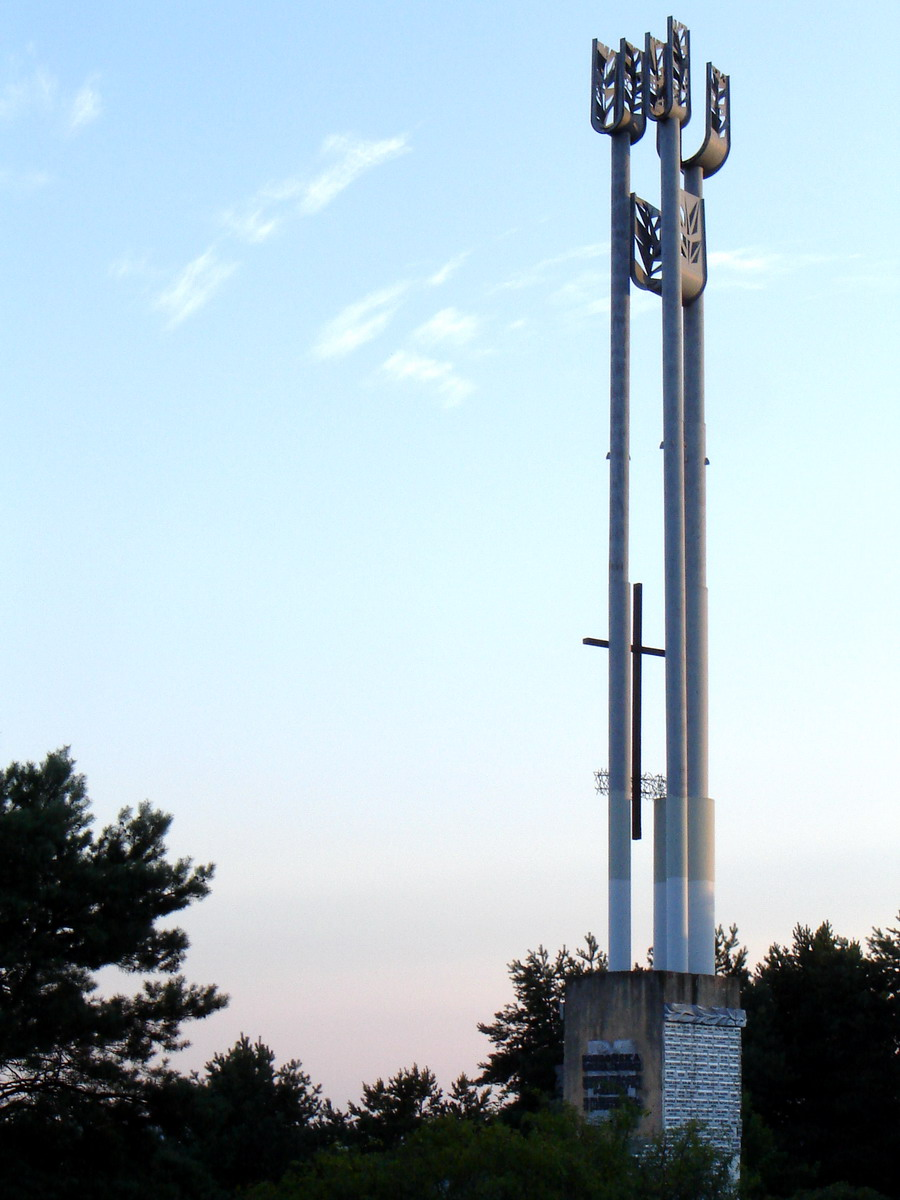
محل یادبود قربانیان کشتار

قربانیان اکثراً دانشمندان، آموزگاران، کارگران و کشیشان لهستانی بودند.نام این قربانیان پیش از کشتار در کتاب پیگرد ویژه لهستان و فهرست دیگری که برای همین منظور در رایش سوم تهیه شد، آمده بود.
عاملان این کشتار اکثراً نیروهای فولکس‌دویچه زلبست‌شوتز بودند.این نیرو از اقلیت آلمانی ساکن لهستان تشکیل شده بود.بین سپتامبر ۱۹۳۹ تا آوریل ۱۹۴۰ این نیروها به همراه واحدهای نظامی دیگر آلمان ده‌هاهزار لهستانی را در پومرانی به قتل رساندند.
دو روستای دیگر به نام‌های تریشچین و بوروونو در بیدگوشچ نیز محل کشتارهای جمعی در جنگ جهانی دوم بودند.